# 豊丘村

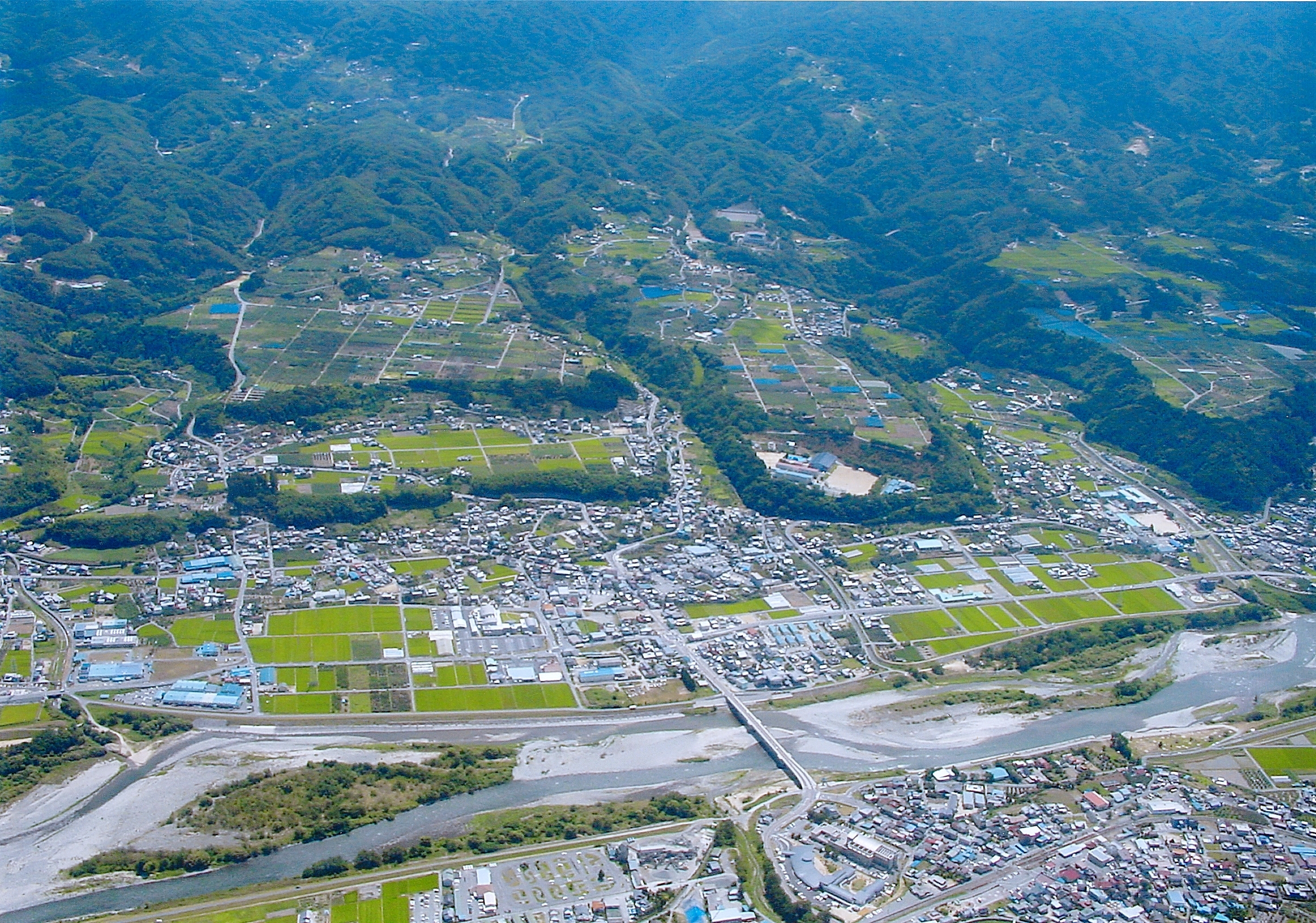
上空からの豊丘村中心部

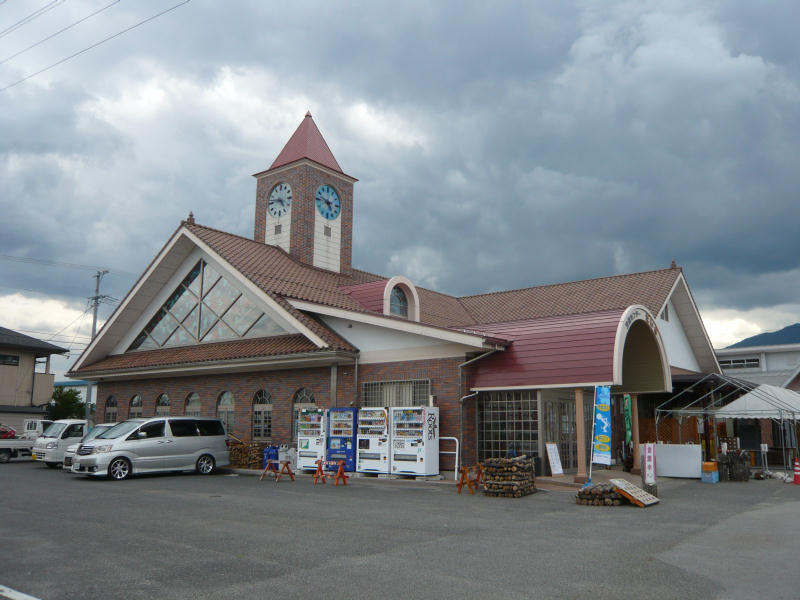
豊丘村交流センターだいち

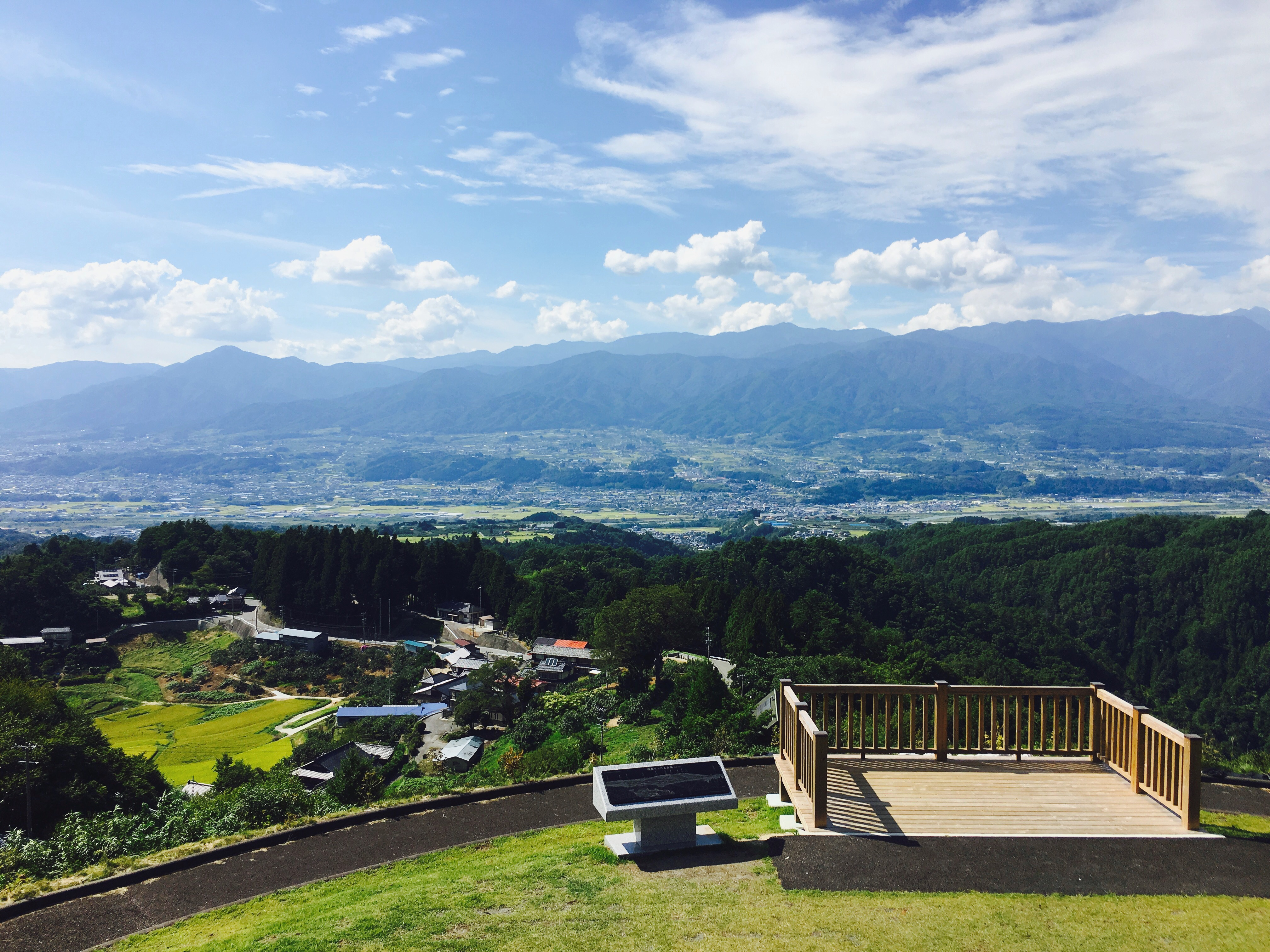
福島てっぺん公園からの眺望

豊丘村（とよおかむら）は、長野県最南部の下伊那郡北部に位置する村。

## 概要
長野県内としては比較的温暖な気候で、冬場の降雪も少ない。こうした気候をいかした果樹および野菜の栽培、水稲などが盛んな農業中心の村。農業は従来、稲作、養蚕が中心だったが、昭和40年代からりんご・梨・桃・市田柿といった果樹に転換された。現在では、これらの果樹や松茸などが特産となっている。特に松茸は全国有数の産地である。1万年以前の旧石器時代から人が住みつき、土地の利を生かした独自の暮らしを拓いてきたとされ、村内各地からは、縄文時代の土器や土偶、古墳時代の須恵器などが多数出土している。村が運営するケーブルテレビ局としてとよおか放送ネットワークがある。

## 地理
長野県の南部、飯田盆地を南流する天竜川の東岸に位置している。伊那山脈最高峰の鬼面山を頂点に、天竜川まで西向きに河岸段丘を形成している。赤松林を有する森林面積は約75％に及び、段丘中・上段は主に果樹園と野菜畑、最下段には豊かな水田地帯が広がる。河川は、伊那山脈より源を発して7河川が段丘を横断し渓谷をつくり天竜川に注いでいる。
- 主な山：鬼面山、大西山、障子山
- 主な河川：間沢川、寺沢川、芦部川、虻川、壬生沢川

### 隣接する自治体
- 飯田市、松川町、高森町、喬木村、大鹿村

### 地区
- 河野区、堀越区、田村区、林区、伴野区、福島区、壬生沢区

## 歴史

### 沿革
- 1875年（明治8年）1月23日 - 筑摩県伊那郡林村・田村村・供野村が合併して神稲村となる。また、筑摩県伊那郡河野村・部奈村・峠分・福与村・長峰柄山分・中山分が合併して生田村となる。
- 1876年（明治9年）8月21日 - 神稲村及び生田村が長野県の所属となる。
- 1879年（明治12年）1月4日 - 郡区町村編制法の施行により神稲村及び生田村が下伊那郡の所属となる。
- 1881年（明治14年）11月9日 - 生田村の一部が分立し、残部が河野村となる。
- 1889年（明治22年）4月1日 - 町村制の施行により、神稲村及び河野村が単独で自治体を形成する。
- 1955年（昭和30年）4月1日 - 1953年の町村合併促進法の施行により神稲村・河野村が合併して豊丘村が発足、現在に至る。

### 出来事
- 1961年（昭和36年）6月27日 - 「三六災害」が発生。死者2名、家屋被害492戸(豊丘村内)。
- 1980年（昭和55年） - 満州移住、三六災害により過疎化の進んだ野田平地区の集団移住が完了。
- 1984年（昭和59年）5月12日 - 鬼面山にて大規模な山火事が発生。5月14日にかけて2昼夜燃え続けた。焼失面積40ha、被害総額3,000万余円（当時）。
- 2003年（平成15年）12月19日 - 長野県公共事業評価監視委員会は、再評価対象事業53ヶ所について意見書をまとめ県に提出、当時の田中康夫県知事の「脱ダム宣言」を受けて県が中止方針を示していた村内の郷士沢ダムを含める8ダムの事業中止を指示した。翌年3月30日に国土交通省は2004年度ダム関係事業費の配分を見送ることとなり、事実上郷士沢ダム建設計画は頓挫した。
- 2008年（平成20年）8月29日 - 豊丘村を中心に局地的に降った雹（ひょう）により、りんご、市田柿をはじめとする果樹、野菜など農作物が被害額5億円を超える損害を受けた。のちに募金や復興イベントなどが行われた。
- 2008年（平成20年）より「早寝、早起き、朝ご飯」をスローガンに掲げ、小中学校を中心に村全体で取り組みを行っている。
- 2010年（平成22年）7月1日 - 村政施行55周年を記念し、キャラクター「だんQくん」とロゴマークを制定。
- 2014年（平成26年）2月 - 横浜ゴム株式会社長野工場が河野区に竣工。
- 2015年（平成27年）10月18日 - 福島区千駄木に福島てっぺん公園がオープン。長野県より、信州ふるさとの見える丘に認定。
- 2018年（平成30年）4月27日 - 道の駅南信州とよおかマルシェが開駅。

## 行政

### 村長
- 下平喜隆（2011年4月30日就任～任期中）
- 吉川達郎（1999年4月30日～2011年4月29日 - 3期）

## 人口
| |                                        |  |
| 豊丘村と全国の年齢別人口分布（2005年） | 豊丘村の年齢・男女別人口分布（2005年） |  |
| ■紫色 ― 豊丘村 ■緑色 ― 日本全国 | ■青色 ― 男性 ■赤色 ― 女性              |  |
| 豊丘村（に相当する地域）の人口の推移 \| 1970年（昭和45年） \| 7,600人 \| \| \| 1975年（昭和50年） \| 7,381人 \| \| \| 1980年（昭和55年） \| 7,409人 \| \| \| 1985年（昭和60年） \| 7,444人 \| \| \| 1990年（平成2年） \| 7,254人 \| \| \| 1995年（平成7年） \| 7,169人 \| \| \| 2000年（平成12年） \| 7,221人 \| \| \| 2005年（平成17年） \| 7,068人 \| \| \| 2010年（平成22年） \| 6,819人 \| \| \| 2015年（平成27年） \| 6,592人 \| \| \| 2020年（令和2年） \| 6,426人 \| \| |                                        |  |
| 総務省統計局 国勢調査より |                                        |  |
| 1970年（昭和45年） | 7,600人                                |  |
| 1975年（昭和50年） | 7,381人                                |  |
| 1980年（昭和55年） | 7,409人                                |  |
| 1985年（昭和60年） | 7,444人                                |  |
| 1990年（平成2年） | 7,254人                                |  |
| 1995年（平成7年） | 7,169人                                |  |
| 2000年（平成12年） | 7,221人                                |  |
| 2005年（平成17年） | 7,068人                                |  |
| 2010年（平成22年） | 6,819人                                |  |
| 2015年（平成27年） | 6,592人                                |  |
| 2020年（令和2年） | 6,426人                                |  |

## 教育

### 保育園
- 豊丘村立豊丘南保育園
- 豊丘村立豊丘中央保育園
- 豊丘村立豊丘北保育園

### 小学校
- 豊丘村立豊丘南小学校
- 豊丘村立豊丘北小学校

### 中学校
- 豊丘村立豊丘中学校

## 寺院
神稲
- 洞岩寺
- 慈恩院

河野
- 泉龍院

## 名所・観光

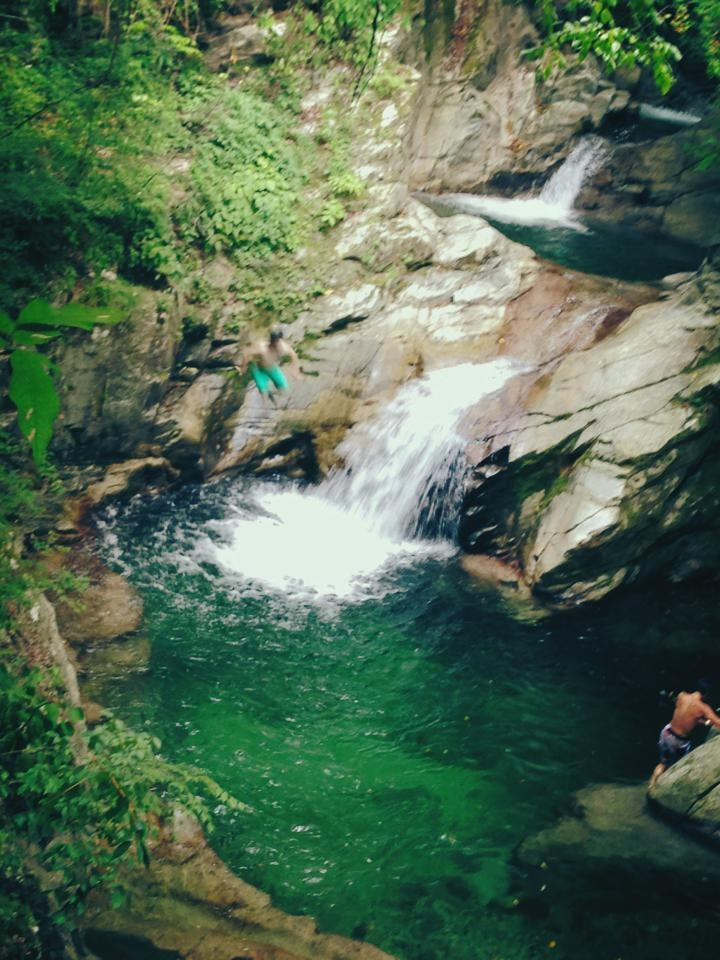
虻川渓谷の大明神淵

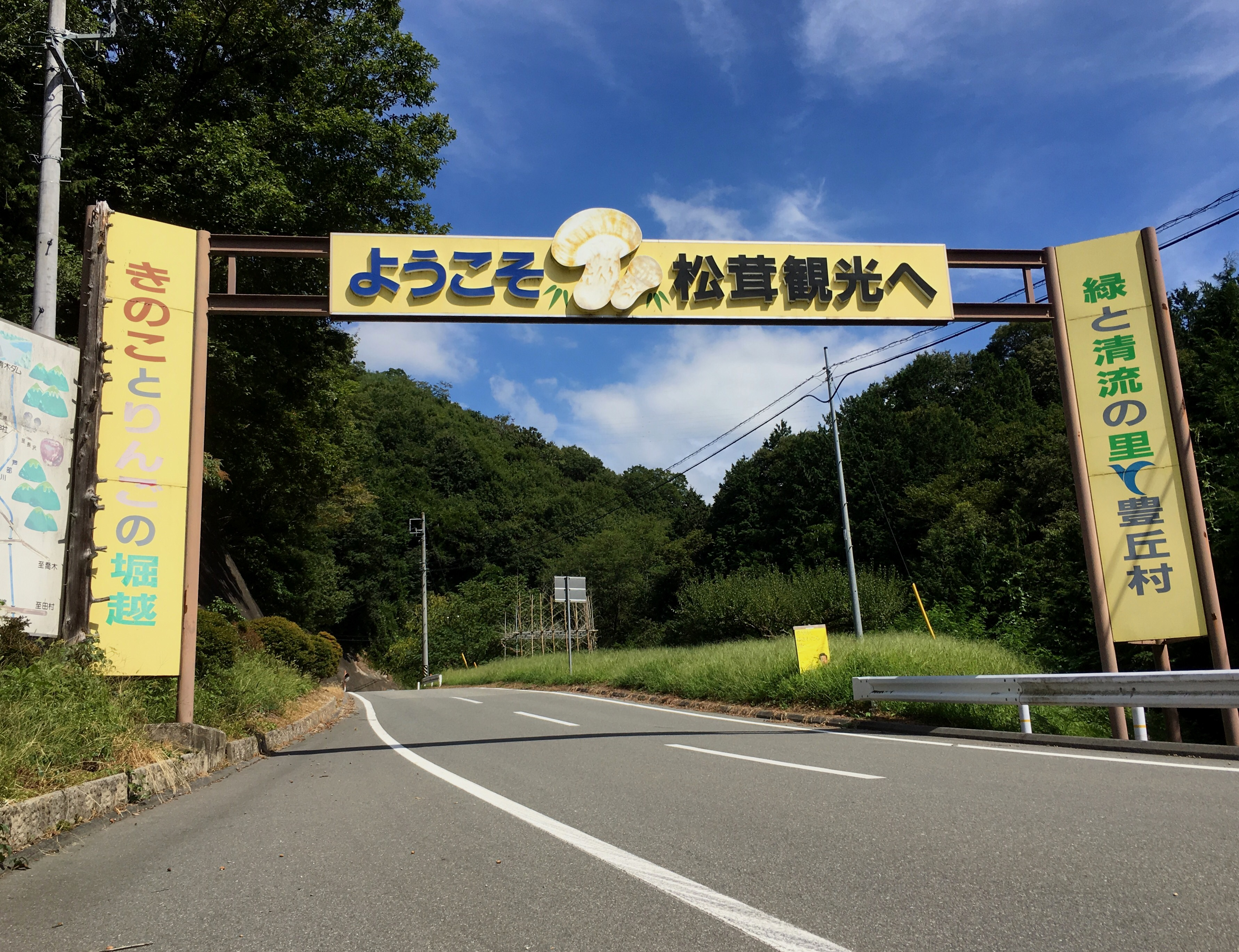
堀越松茸観光への入口

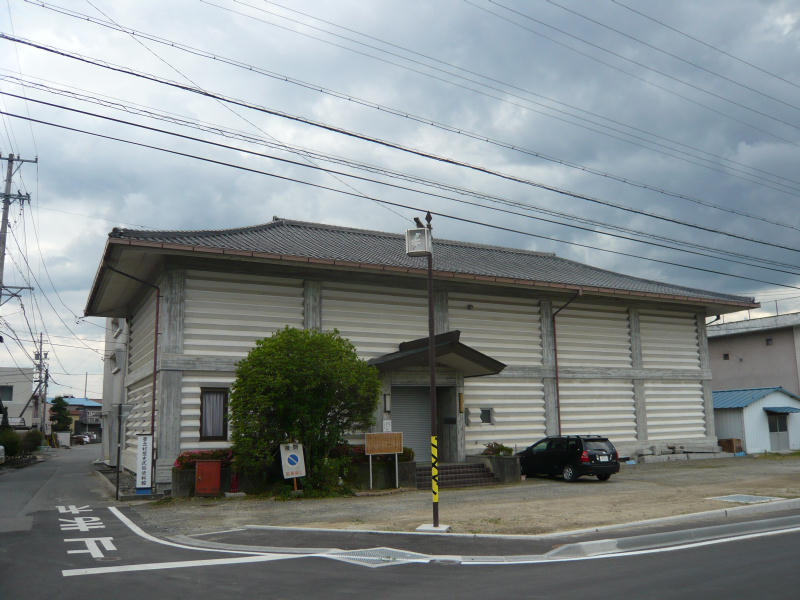
豊丘村歴史民俗博物館

- 不動滝

壬生沢川上流部にあり、滝の落差は15m。不動尊を祀ることが名称の由来。「勤王の母」と呼ばれた松尾多勢子の歌碑もある。
- 新九郎の滝

虻川の最上流部にある豊丘村最大の滝。滝の落差は30m。
- 巨大ポットホール

直径約7mで日本最大級といわれる。2004年に虻川渓谷の大明神淵にて発見。2005年に村文化財に指定。
- 笹見平のしだれ桜

推定樹齢400年。社団法人道路緑化保全協会により全国の名木として指定。2003年に村文化財に指定。
- 鬼面山麓の大トチノキ

村指定文化財。樹齢300年以上、幹周り4m、樹高30m。
- 野田平こぶしの群生林

村指定文化財。村有林北側斜面約3haの広域に渡って群生している。野田平の人々は昔からコブシと呼んできたが、植物分類学上はタムシバ。
- 泉龍院の三色藤

山門は村指定文化財になっており、藤との対比が楽しめる。
- 野田平キャンプ場

廃校になった旧分校校舎を宿泊棟として利用できる。
- 堀越まつたけ観光

収穫時期限定で完全予約制にて松茸料理が味わえる。
- アイリス園
- シャクヤク園
- 大平しょうぶ園
- 歴史民俗資料館

1階が考古部門、2階が歴史民俗部門になっており、約17,000点の資料が収蔵・展示されている。

### 祭事・行事
- とよおか祭り

毎年11月下旬頃に行われる村内一大イベント。
- 市田灯篭流し大煙火大会

毎年8月18日に開催。信州各地でお盆前後に行われる灯籠流しの中でも歴史が古く、JR飯田線の開通した大正末期から現在まで80年以上の歴史がある。
- 春祭り

4月の桜開花時期頃に村内各地の神社にて催される。各地区でお囃子に合わせて、この地域特有の屋台獅子が舞う。
- 河野大宮神社壮丁踊り

河野大宮神社の春祭りに合わせて行われ、河野地区に住む20歳を迎える男女が踊りを奉納する。徴兵前の思い出作りに端を発する独特の芸能で、中学生女子が扮するおかめと獅子舞も奉納される。

## 交通機関

### 鉄道
村内に鉄道は通っておらず、高校生の飯田市等への通学などは、もっぱら天竜川対岸高森町の市田駅を利用している（市田駅から村中心部は徒歩10分程度）。
- リニア中央新幹線

2013年9月20日、JR東海より、準備書でリニア中央新幹線のルートと長野県駅の位置が豊丘村の南西に位置する飯田市上郷飯沼付近と公表された。合わせて、豊丘村の工事区間は約10kmでそのほとんどがトンネルであるとされ、村内に非常口2ヶ所と変電所1ヶ所の設置が示された。

### バス
- 村営バス：堀越線、佐原線、福島線
- 信南交通：市田線

### 都道府県道
- 主要地方道

長野県道18号伊那生田飯田線
- 一般県道

長野県道226号市ノ沢山吹停車場線
長野県道228号市田停車場線
長野県道455号長沢田村線

### ナンバープレート
南信州ナンバー
2025年5月7日以降、飯田市、下伊那郡各町村とともに、ご当地ナンバーである南信州ナンバーが割り当てられている。

## 友好都市
姉妹都市はない。

## 出身有名人
- 松尾多勢子（尊皇派女性志士、飯田市旧山本村出生）
- 毛涯章平（教師、わが教師十戒著者）
- 河野秀男（会計検査院長）
- 片桐典徳（京浜急行電鉄社長）
- 酒井浩文（陸上選手、ソウル五輪20000m競歩代表[2]、20000m競歩日本記録保持者[3]）
- 松尾レミ（GLIM SPANKY）
- 松村一登（言語学者）
- 山本弘（画家）